# Imote2
Imote2（アイモート・ツー）は 米インテル研究所がオープンソースで研究開発したセンサネットワーク用の無線端末Imoteの第二世代である。IEEE 802.15.4に準拠しており、センサネットワーク端末としては処理能力が高いとされる。
インテルが実地検証に使用した端末は共同研究先が製作したMICAzが主であったが、インテルは別途平行して高機能なImoteを内部研究用として開発していた。2006年にインテルが同研究を中断して以来、米Crossbow社が人材と技術を事実上引き継ぎ、Intel研究所と関係を持たない大学や研究機関にもImote2の供給を行うようになった。

## ハードウェア
プロセッサ、無線チップ、フラッシュ、コネクタ4種、3色のLED、USBクライアントコネクタ、チップアンテナを持つメイン基板があり、単四乾電池3個ホルダが付いている基板に接続する。これに各種センサ基板を接続する。
日本で使用するには、2.4GHz帯高度化小電力データ通信システムの無線局として技術基準適合証明を取得しなければならない。

### 仕様
- プロセッサ Intel PXA271(XScale) - SRAM256kB - SDRAM 32MB - Flash 32MB

　（PXA271は Wireless MMX DSP Coprocessorを含む、13～416MHz）
- 無線チップ CC2420 2.4 GHz IEEE 802.15.4 チップ公称出力3dBm
- 3x UART, 2x SPI, I2C, SDIO, GPIO
- 本体寸法 36 x 48 x 9mm、質量 12g
- 省電力機能はソフトによる
- 型番 TinyOS用 IPR2400 / .NET用 IPR2410（USB基板 IIB2400）

### センサ基板
- 各種のセンサ基板をCrossbowや各国の研究機関が用意している。センサの種類は3軸加速度、温度、湿度、光、4chアナログ12bit外部センサ入力、カメラ、赤外線（人感）、音など
- 型番 ITS400/IMB400

## ネットワーク
オープンソースのen:TinyOSの使用にてアドホック・マルチホップ省電力通信が構築できるとされる。無線チップであるCC2420のIEEE 802.15.4 MAC層が利用され、上位層にセンサネットワークに必要な機能を組み込むことで、上記以外でもZigBeeや類似のネットワークを形成可能な事が研究で実証されている。OSプリインストールの機種ではセンサ基板の種類に依存しTinyOS版と.NET版がある。

## ソフトウェア
TinyOS、Linux、.NET Framework、SOSなどで使用実績があるとされる。Xmeshでは使用実績がない。サポートはオープンソースコミュニティによる。